# السنافر
السنافر (جمع سنفور) هي شخصيات خيالية صغيرة الحجم، زرقاء اللون، وتعيش في الغابة، ابتكرها الرسام البلجيكي بيير كوليفورد  المعروف باسم بييو (بالفرنسية: Peyo)‏. أُلفت حول السنافر الكثير من أفلام الرسوم المتحركة لتعرض في التلفزيون.

## الشخصيات
تمثل عائلة السنافر الكثير من الشخصيات مختلفة الطباع وهم كثر فهناك بابا سنفور وسنفور الحالم وسنفور القوي وسنفور المفكر (الذي يرتدي نظارة) وسنفور الأكول وسنفور الغضبان وسنفور الكسول وسنفور الشاعر وسنفور الرسام وسنفور المازح وسنفور الموسيقي العازف وسنفور العبقري وسنفور المغرور وسنفور المزارع وسنفور المغامر وسنفور الطفل وسنفورة الجميلة.
للسنافر عدو كريه هو شرشبيل الشرير وقطه الأحمر المشاكس «هرهور» اللذان يعيشان في القلعة المهجورة. بهذه الشخصيات المحببة يتم عكس قيم مميزة للأطفال بصورة خاصة ولعموم المشاهدين من مختلف الأعمار والثقافات.
ظهر السنافر لأول مرة في 23 أكتوبر 1958، ضمن قصة «جوهان (جون) وبيويت»  في مجلة «لو جيرنال دي سبيرو» الفرنسية، وكان لهذ الظهور الأول الأثر الكبير على حياة مبتكر الشخصية الذي تحول من الفقر إلى الغنى، وبعد فترة قصيرة أصبحت قصص السنافر متداولة بين كل الناس، وحققت قفزة أخرى عندما قام مايكل ليجراند بكتابة قصة الفلم «السنافر والمزمار السحري» الذي قدم ضمن نسق موسيقي القصة، ثم تلى بعد ذلك ظهور لقصص السنافر في هولندا عبر المغني هولندي الأصل فادر أبراهام، ثم انتشرت قصص السنافر في جميع أنحاء العالم، وما تزال حتى اليوم محبوبة من جميع الناس.
يحاول شرشبيل المشعوذ الشرير الإمساك بالسنافر، لكنه لا يستطيع الحصول على ما يريد منهم، ويحاول بكل الطرق، لكن دون جدوى، فهو يريد السنافر لحاجة ما إما أن يأكلها كغذاء سحري أو يستعملها في أشياء تفيده كتحويلها إلى ذهب، ويسهل للأشخاص السيئين أن يؤثروا عليه بالتهديدات، شخصيته شريرة لكنها ظريفة.

## على الشاشة

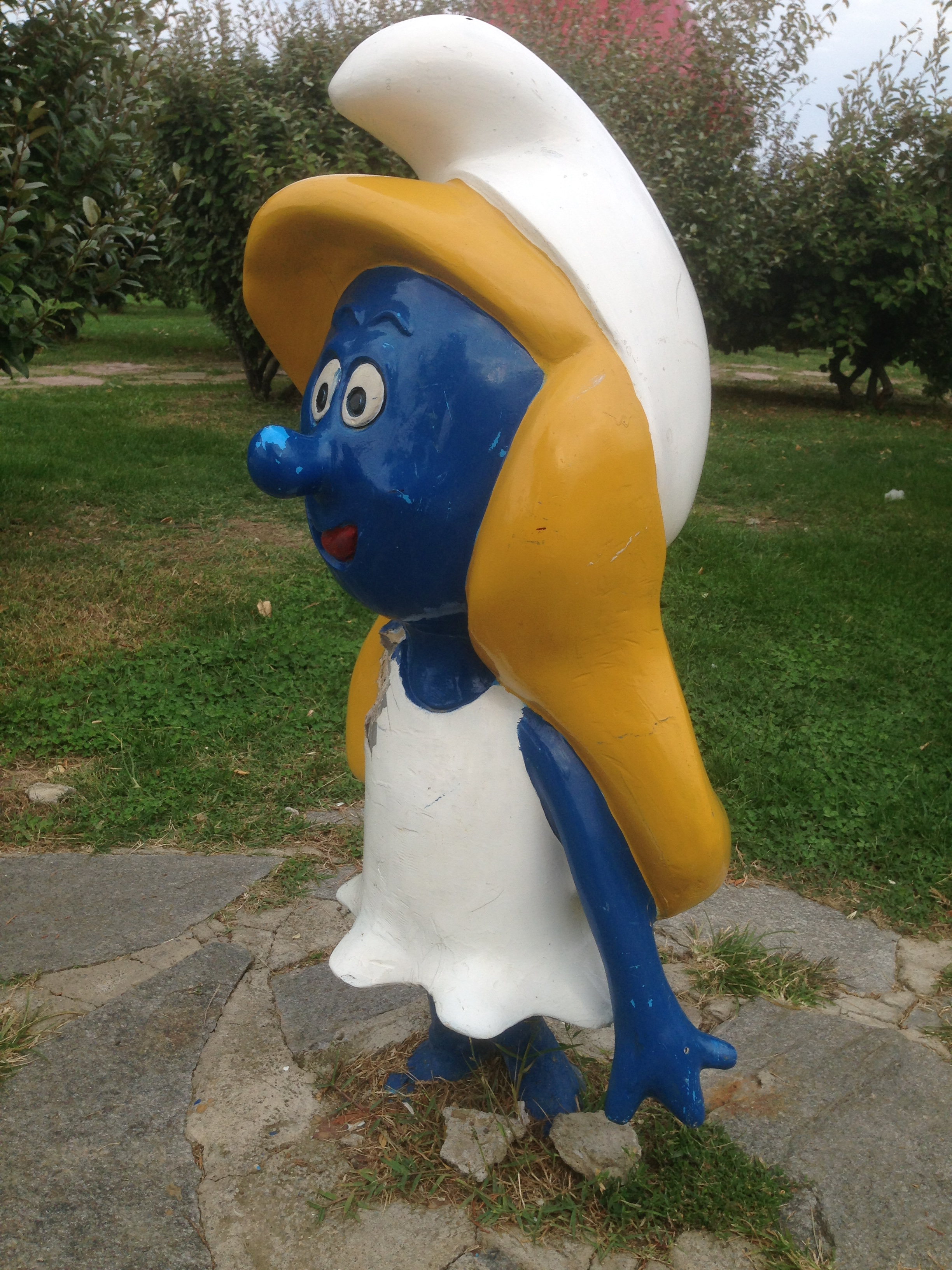
سنفورة

في 1965 بث أول فيلم في بلجيكا وأنتج فيلم أخير لهم في 2011 اسمه smurfs.

## وصلات خارجية
- الموقع الرسمي
- موسوعة السنافر الزرقاء